# Mancuixa

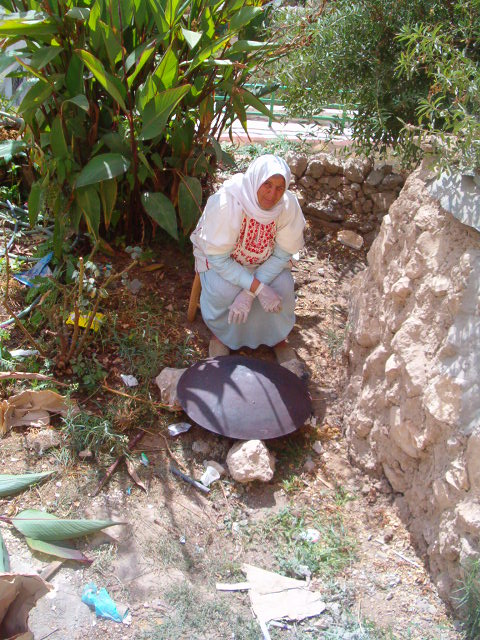
Dona preparant pa marquq sobre una tava.

Les mancuixes (de l'àrab: منقوشة, manqūxa, pl. مناقيش, manāqīx) són unes galetes de la cuina llevantina (libanesa, siriana…) compostes d'una base semblant al pa àrab, embegudes d'oli d'oliva, salpebrades tradicionalment de zàtar i cuites al forn o sobre la tava.

## Denominació
El nom mancuixa és la transcripció de la pronúncia estàndard de la paraula àrab, que tanmateix dialectament pot sonar manuixe. Literalment, la paraula significa ‘gravada’, ‘esculpida’, ‘burinada’, ‘cisellada’, ‘inscrita’, ‘pintada’, ‘acolorida’, i és un participi passiu del verb نقش, naqaxa, ‘gravar, esculpir, burinar, cisellar, inscriure, acolorir, pintar de diferents colors'.

## Origen
Aquest plat originari del Llevant s'ha difós més àmpliament a l'orient mitjà.
És tradicionalment preparat el matí per l'esmorzar, al mateix temps que el pa de la jornada.

## Consum
Es menja sobretot per esmorzar.
Similar a la pizza, es pot plegar en dues parts, embolicar-la com un entrepà o tallar-la a porcions.

## Guarnicions clàssiques
- Zàtar (àrab: زعتر, zaʿtar). La mancuixa de zàtar o, dialectalment, manuixe zàtar, és la forma més popular: la galeta és untada amb una barreja de zàtar i oli d'oliva abans de ser posada al forn. Es menja sobretot per esmorzar amb te o després del sopar amb begudes gasoses. Sovint, el comprador pot aportar la seva pròpia preparació de zàtar, perquè cadascun té la seva pròpia recepta, com el curri indi.
- Formatge (àrab: جبنة, jabna). La manqúixa de formatge o, dialectalment, manuixe jebne, és consumida com l'anterior, però generalment és més cara. El zàtar és reemplaçat per mató libanès, akkawi i llavors de sèsam.
- Carn de bou. El lahm bi-l-ajín (‘carn a la massa’) o, dialectament, lahm b-ajín, és guarnit amb una barreja de bou picat barrejat amb tomàquets i oli vegetal. Es serveix sobretot per dinar, rarament per esmorzar.
- Kaixk. La mancuixa amb kaixk o, dialectalment, manuixe keixk, és originària de la regió de la Bekaa. S'hi posa kaixk (iogurt fermentat amb blat esmicolat), que es barreja amb tomàquet i ceba sobre el pa abans d'escalfar-ho.